# Coeriana amabilis
Coeriana amabilis är en fjärilsart som beskrevs av Heinrich Benno Möschler 1880. Coeriana amabilis ingår i släktet Coeriana och familjen nattflyn. Inga underarter finns listade i Catalogue of Life.